# Mathias Rysgaard
Mathias Zander Rysgaard (12 de julio de 1998) es un deportista danés que compite en natación. Ganó una medalla de bronce en el Campeonato Europeo de Natación en Piscina Corta de 2019, en la prueba de 4 × 50 m estilos mixto.

## Palmarés internacional
| Campeonato Europeo en Piscina Corta | Campeonato Europeo en Piscina Corta | Campeonato Europeo en Piscina Corta | Campeonato Europeo en Piscina Corta |
| Año                                 | Lugar                               | Medalla                             | Prueba                              |
| ----------------------------------- | ----------------------------------- | ----------------------------------- | ----------------------------------- |
| 2019                                | Glasgow (Reino Unido)               | Medalla de bronce                   | 4 × 50 m estilos mixto              |